# Chiesa della Santissima Trinità (Slaný)
La chiesa della Santissima Trinità (in ceco Kostel Nejsvětější Trojice) è il luogo di culto cattolico che si trova a Slaný, comune del Distretto di Kladno, nella Boemia Centrale, Repubblica Ceca. Appartiene all'arcidiocesi di Praga, risale al XVI secolo e col monastero dei Carmelitani Scalzi è considerata monumento culturale nazionale.

## Storia

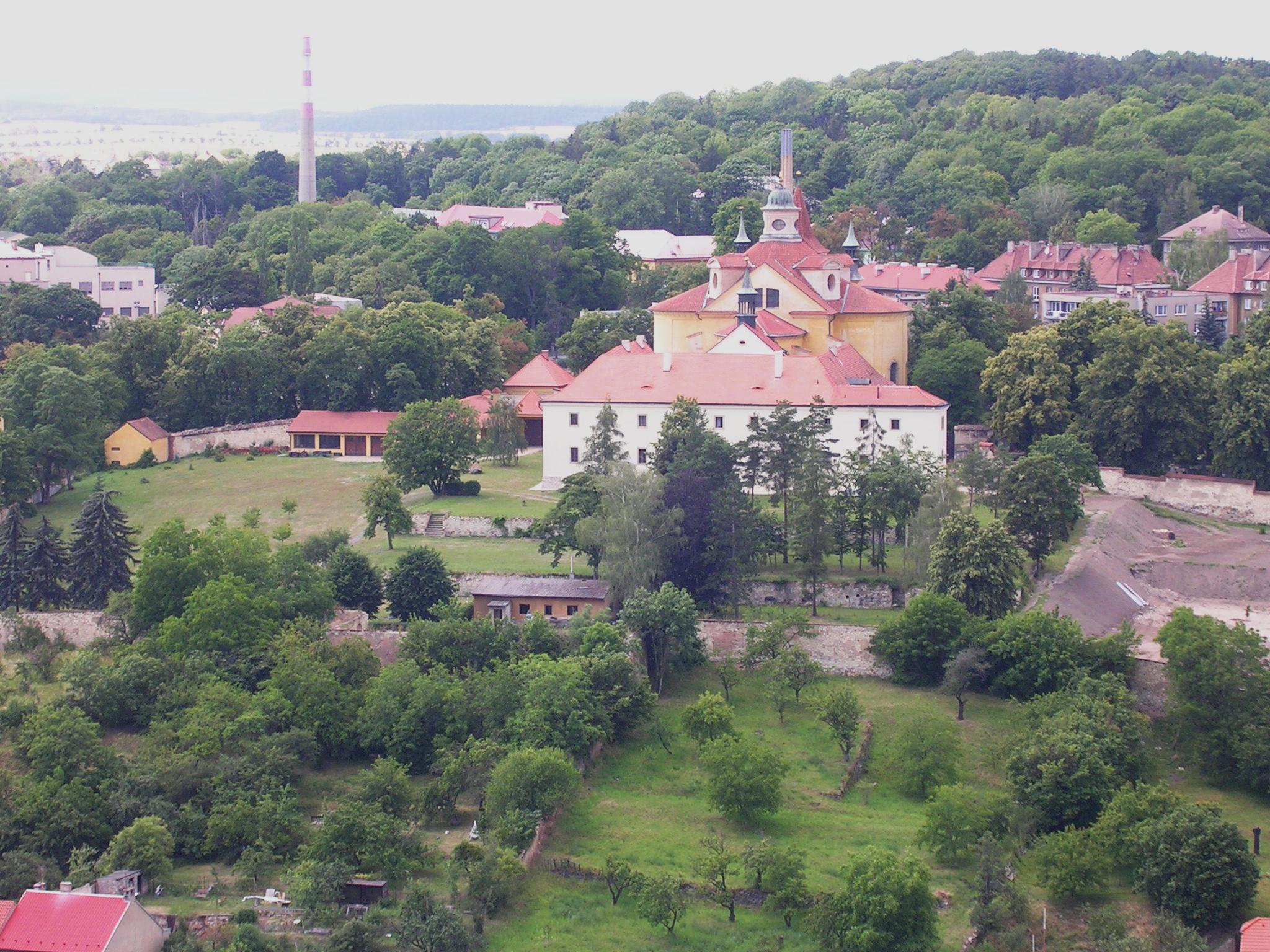
Monastero dei Carmelitani Scalzi e chiesa della Santissima Trinità nell'abitato di Slaný

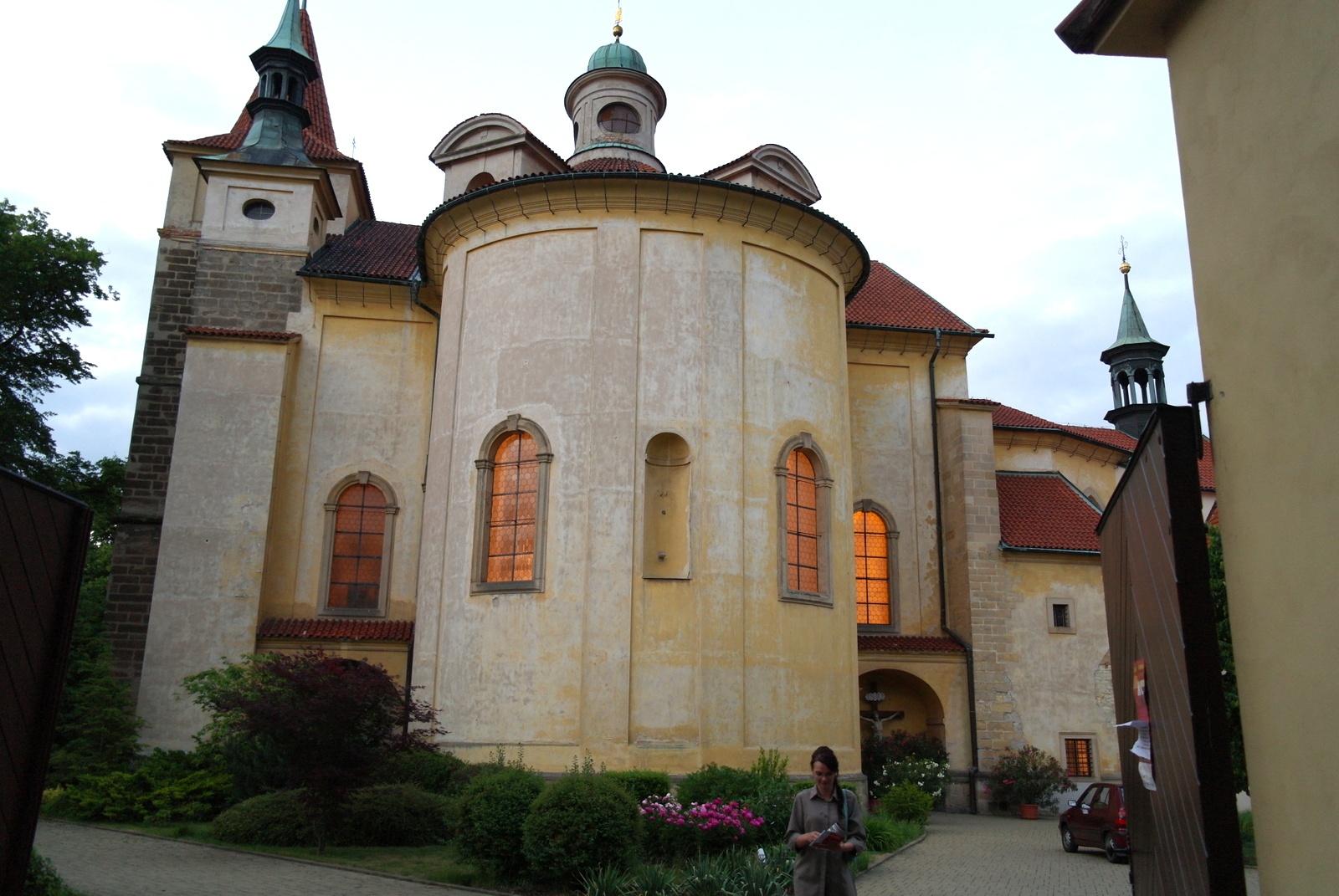
Parte absidale della chiesa

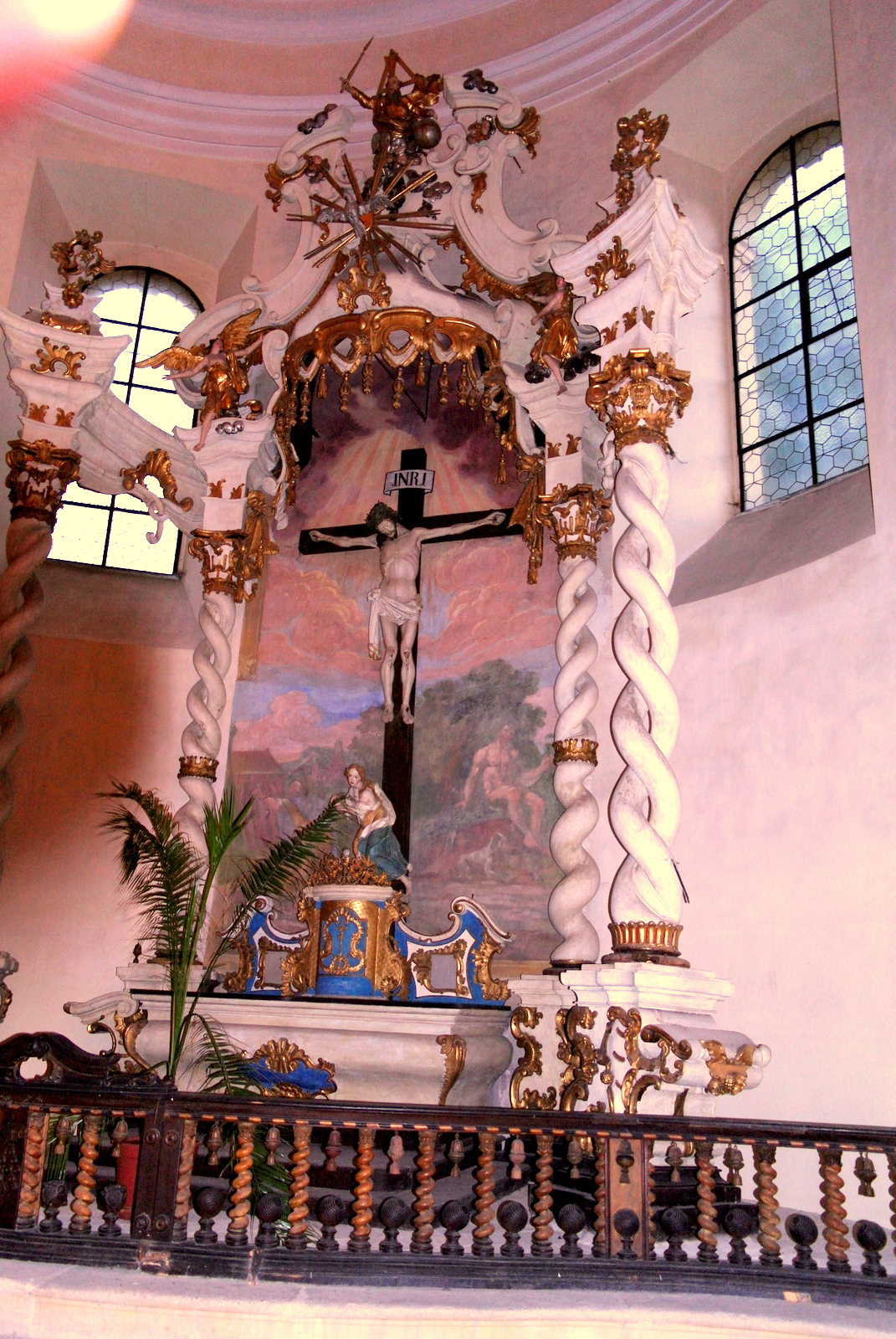
Interno della sala

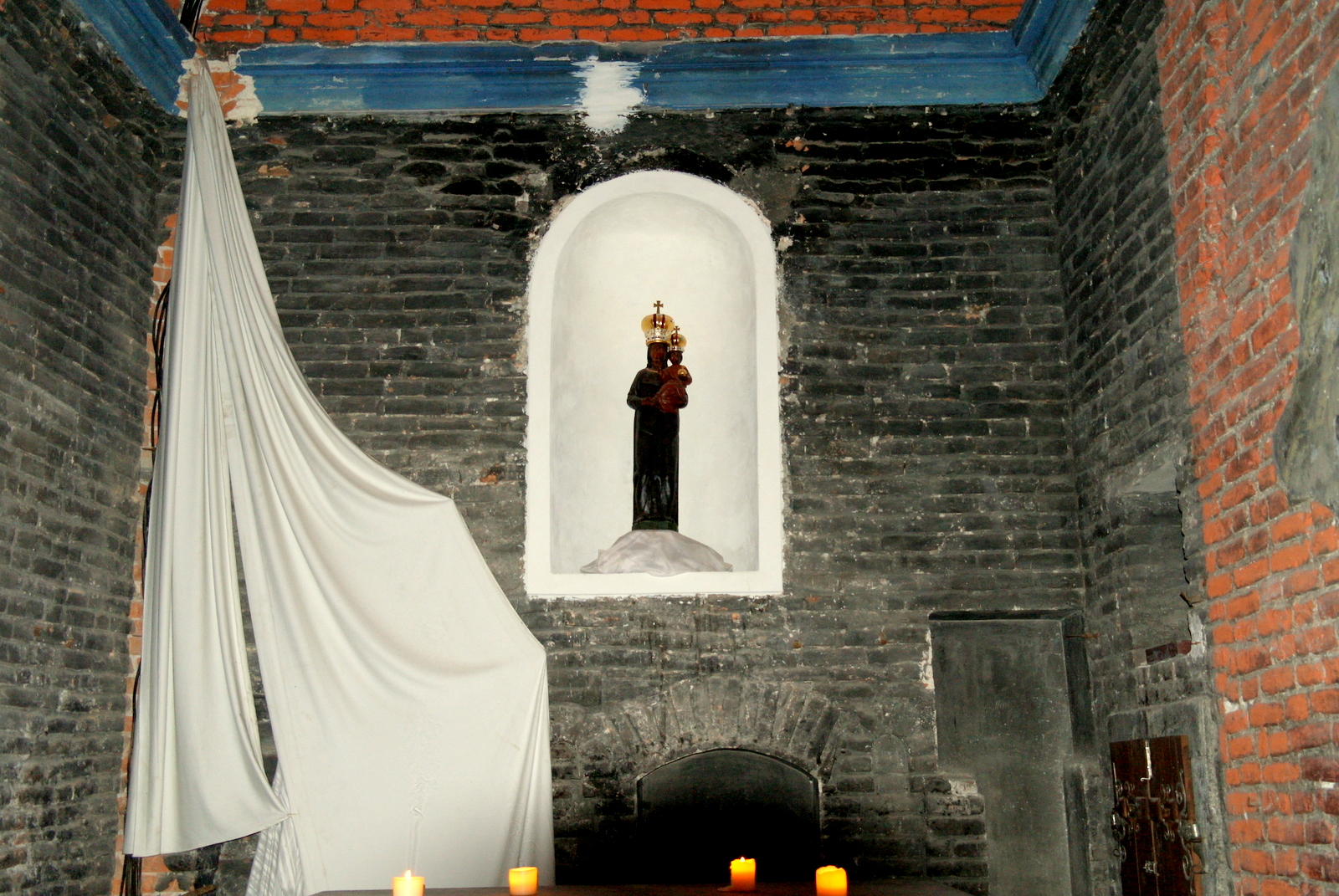
Cappella di Loreto

La chiesa rinascimentale fu costruita negli anni dal 1581 a 1602 per diventare la chiesa cimiteriale della comunità. Nel 1655 arrivarono a Slaný i francescani e nel 1662 la chiesa fu consacrata come chiesa monastica dall'arcivescovo di Praga, il cardinale Ernesto Adalberto d'Harrach. Dopo un incendio nel 1665 che la danneggiò gravemente la chiesa fu ricostruita in stile barocco sotto la direzione di Giovanni Domenico Orsi de Orsini. La chiesa fu ampliata con cappelle laterali semicircolari e fu arricchita con decorazioni nelle volte con stucchi barocchi. 
La cappella di Loreto, particolarmente importante, fu costruita dal conte Bernard Ignác della Martinica al ritorno da un pellegrinaggio a Loreto in Italia nel 1657. La chiesa è gestita dai carmelitani scalzi.

## Descrizione

### Esterni
La chiesa si trova a Slaný, comune della Boemia Centrale in Repubblica Ceca, annessa al monastero dei Carmelitani Scalzi. Mostra orientamento tradizionale verso est e la facciata è rivolta verso la struttura conventuale. La torre campanaria di struttura solida e a base quadrata è affiancata da altre torri di minore altezza poste sulla copertura.

### Interni
La sala è ampliata dalle cappelle laterali. Il presbiterio poligonale ha conservato la sua forma strutturale originaria con le finestre che tuttavia sono state modificate secondo lo stile barocco. La parte più interessante della chiesa è la cappella di Loreto, costruita ad imitazione della chiesa italiana. Nella navata sud-occidentale della chiesa si trova l'altare della Martinica della cattedrale di Praga, decorato con un grande dipinto rinascimentale raffigurante la Crocifissione attribuita al pittore Jan Jiří Hering. Nel presbiterio si trova un grande altare rococò, prevalentemente di colore rosso, con la grande pala raffigurante la Santissima Trinità, opera di Emanuel Dítě.

### Monumento nazionale culturale della Repubblica Ceca
La tutela dei monumenti della Repubblica Ceca considera la chiesa della Santissima Trinità di  Slaný, col complesso del monastero dei Carmelitani Scalzi di Slaný, un monumento culturale nazionale tutelato col numero di catalogo 1000144032. Nella chiesa è di particolare interesse storico e culturale la cappella di Loreto.